# Sensor de nivel

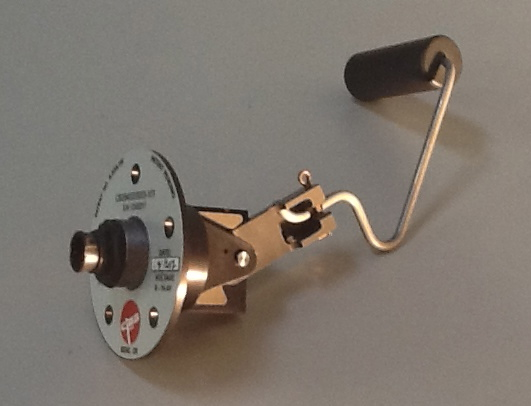
Sensor de nivel magneto-resistivo

Los sensores de nivel detectan el nivel de líquidos, sólidos fluidizados, materiales granulares y polvos que presenten una superficie superior libre. Las superficies de las sustancias se convierten esencialmente horizontales en sus contenedores (u otros límites físicos) debido a la gravedad, mientras que la mayoría de sólidos en grano se acumulan en un ángulo de reposo hasta un determinado ángulo máximo. La sustancia a medir su nivel puede estar dentro de un recipiente o puede estar en su forma natural (por ejemplo, un río o un lago). La medida del nivel puede ser de valor continuo o puntual. Los sensores de nivel continuo miden el nivel dentro de un intervalo específico y determinan la cantidad exacta de sustancia en un lugar determinado, mientras que los sensores de nivel puntual sólo indican si la sustancia se encuentra por encima o por debajo del punto de detección. Por lo general, estos últimos detectan niveles excesivamente altos o bajos.

## Tipos
Dentro de la categoría de medidores de nivel existen interruptores de nivel "todo o nada" (pseudo digital) que señalan el desbordamiento o vaciado de un depósito y otros que son medidores de un nivel analógico (del mínimo al máximo).

### Sensor de diapasón vibrante para líquidos y sólidos

Principio de sonda de puntos de vibración

Los sensores de diapasón vibrante consisten en unas horquillas de vibración simétricas, que permiten detectar niveles de polvo muy finos (densidad del grano: 0,02 g/cm 3 - 0,2 g/cm 3 ), polvos finos (densidad del grano: 0,2 g / cm 3 a 0,5 g / cm 3) y sólidos granulares (densidad del grano: 0,5 g / cm 3 o superior). Con una selección adecuada de la frecuencia de vibración y ajustes de sensibilidad adecuados, también pueden intuir el nivel de polvos y materiales electrostáticos altamente fluidizados.
Los sensores de nivel vibrante con sonda única son ideales para niveles masivos de polvos. Dado que sólo un elemento sensible contacta con los polvos, se elimina el puente entre dos elementos de sonda y se reduce al mínimo la acumulación de soportes. La vibración de la sonda tiende a eliminar la acumulación de material sobre el elemento sonda. Los sensores de nivel vibrante no se ven afectados por los polvos, la acumulación de carga estática a partir de polvos dieléctricos ni los cambios de conductividad, temperatura, presión, humedad o contenido de humedad. Otra alternativa son los sensores de vibración de estilo de tenedor de afinación. Suelen ser menos costosos, pero son propensos a la acumulación de materiales entre las latas.

### Sensor de nivel de materiales sólidos
La detección de nivel en materiales sólidos se realiza midiendo la resistencia entre el sensor y la pared metálica (o entre dos sensores), según la ausencia o presencia del material sólido (que debe ser mínimamente conductor). En un depósito metálico con materiales conductores eléctricos, se monta una sonda de medida parcialmente aislada. Si el material no toca la sonda, la resistencia entre esta y la pared del tanque tiene un valor relativamente alto. Cuando el nivel sube y el material "conductor hace una conexión entre la sonda y la pared del tanque, el valor de la resistencia disminuye. La diferencia de resistencia se mide mediante un amplificador de conductividad. Cuando no existe una pared metálica, se utilizan dos sondas.

### Sensor de nivel ultrasónico para líquidos y sólidos

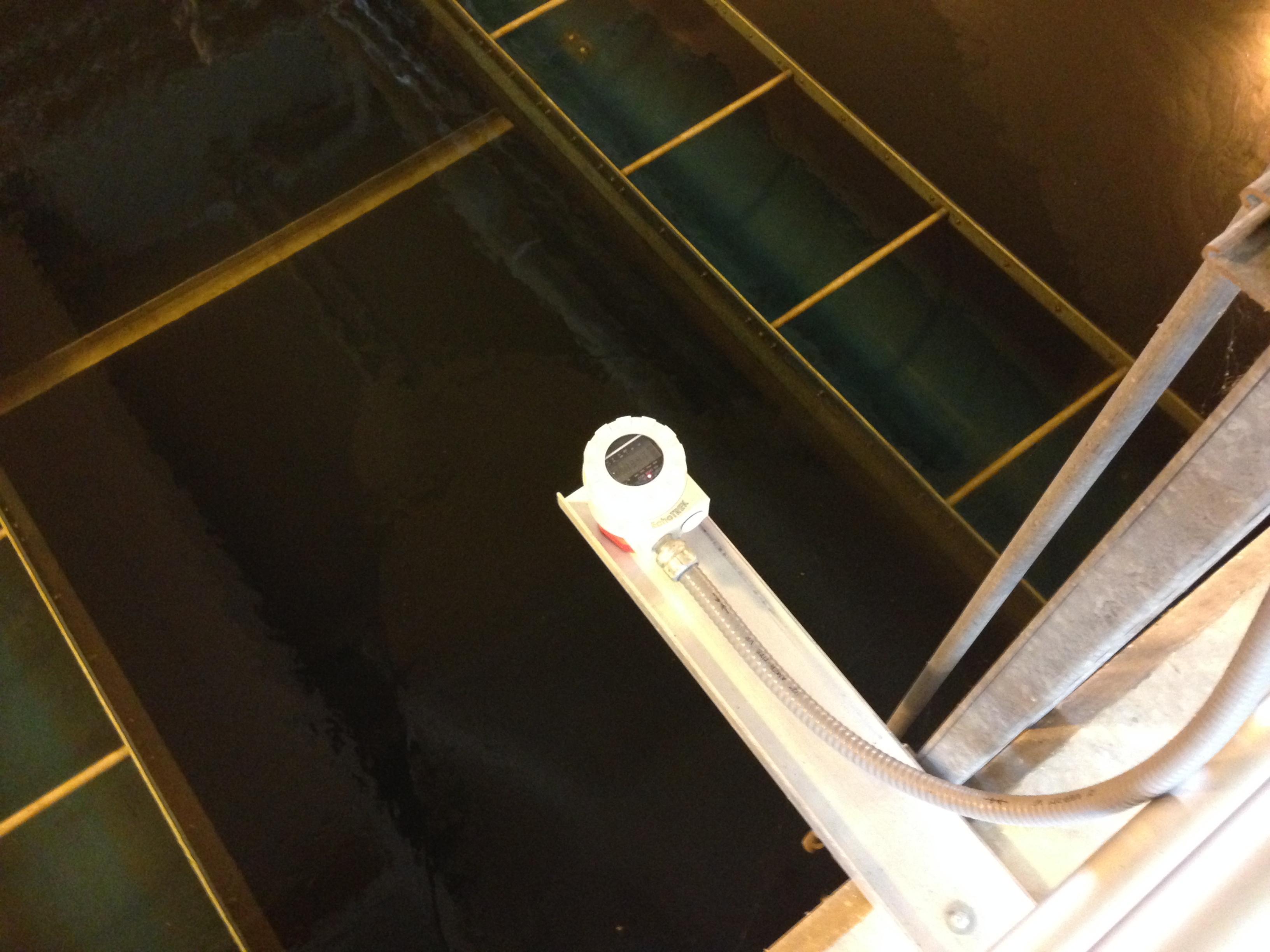
Sensor de nivel de ultrasonidos utilizado en una planta de tratamiento de aguas

El principio de medición de nivel utilizando ondas ultrasónicas, se basa en la medida del tiempo entre la onda emitida y la onda reflejada.
Los sensores de niveles de ultrasonidos se utilizan para la detección de niveles sin contacto de líquidos muy viscosos, así como de sólidos a granel. También se utilizan ampliamente en aplicaciones de tratamiento de aguas para el control de la bomba y la medida del caudal de canal abierto. Los sensores emiten ondas acústicas de alta frecuencia (20 kHz a 200 kHz) que son reflejadas y detectadas por el transductor emisor.
Los sensores de nivel ultrasónico también se ven afectados por el cambio de velocidad del sonido debido a la humedad, temperatura y presiones. Pueden aplicarse factores de corrección a la medida del nivel para mejorar la precisión de la medición.
La turbulencia, la espuma, el vapor, las nieblas químicas (vapores) y los cambios en la concentración del material del proceso también afectan a la respuesta del sensor de ultrasonidos. La turbulencia y la espuma impiden que la onda sonora se refleje correctamente en el sensor; Las neblinas y vapores de vapor y productos químicos distorsionan o absorben la onda sonora; y las variaciones de concentración provocan cambios en la cantidad de energía en la onda sonora que se refleja en el sensor. Los pozos de precipitación y guías de onda se utilizan para evitar errores causados por estos factores.
Se necesita un montaje adecuado del transductor para garantizar la mejor respuesta al sonido reflejado. Además, la tolva, papelera o depósito deberían estar relativamente libres de obstáculos como soldaduras, brackets o escaleras para minimizar los rendimientos falsos y la respuesta errónea que resulte, aunque la mayoría de sistemas modernos tengan un procesamiento eco suficientemente “inteligente” para hacer cambios de ingeniería en gran medida. innecesario, salvo en caso de que una intrusión bloquee la "línea de visión" del traductor hacia el objetivo. Dado que el transductor de ultrasonidos se utiliza tanto para la transmisión como para recibir la energía acústica, está sometido a un período de vibración mecánica conocido como "timbre". Esta vibración debe atenuarse (parar) antes de que se pueda procesar la señal eco. El resultado neto es una distancia del rostro del transductor que está ciego y no puede detectar un objeto. Se conoce como la "zona de achique", normalmente de 150 mm a 1 m, dependiendo de la gama del transductor.
El requisito para circuitos electrónicos de procesamiento de señal se puede utilizar para que el sensor de ultrasonidos sea un dispositivo inteligente. Los sensores de ultrasonidos se pueden diseñar para proporcionar un control de nivel de punto, un control continuo o ambos. Debido a la presencia de un microprocesador y un consumo de energía relativamente bajo, también existe la capacidad para la comunicación en serie desde otros dispositivos informáticos, lo que hace que ésta sea una buena técnica para ajustar la calibración y el filtrado de la señal del sensor, control remoto inalámbrico o comunicaciones de red de plantas. El sensor de ultrasonidos goza de una amplia popularidad debido a la potente combinación de bajo precio y alta funcionalidad.

### Sensor de nivel capacitivo para líquidos y sólidos

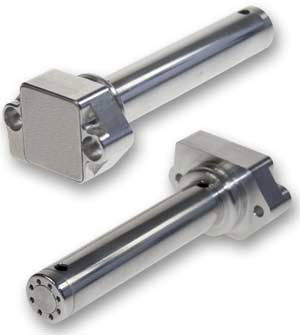
Sensor de nivel capacitivo

Los sensores de nivel capacitivos permiten detectar el nivel en una gran variedad de sólidos, líquidos acuáticos y orgánicos y purines. La técnica frecuentemente se conoce como RF para las señales de radiofrecuencia aplicadas al circuito de capacitivos. Los sensores se pueden diseñar para detectar material con constantes dieléctricas tan bajo como 1,1 ( ceniza volante) y hasta 88 (agua) o más. También se pueden detectar fangos y purines como la tarta deshidratada y los purines de aguas residuales (constante dieléctrica aprox. 50) y productos químicos líquidos como el tiempo rápido (constante dieléctrica aproximadamente 90). Los sensores de nivel capacitivos de sonda de doble también se pueden utilizar para intuir la interfaz entre dos líquidos inmiscibles con constantes dieléctricas sustancialmente diferentes, proporcionando una alternativa de estado sólido a dicho interruptor magnético para la aplicación "interfaz aceite-agua".
Dado que los sensores de nivel capacitivos son dispositivos electrónicos, la modulación de fase y el uso de frecuencias más altas hacen que el sensor sea adecuado para aplicaciones en las que las constantes dieléctricas sean similares. El sensor no contiene piezas móviles, es robusto, sencillo de utilizar y fácil de limpiar, y puede diseñarse para aplicaciones de alta temperatura y presión. Existe un peligro derivado de la aceleración y descarga de una carga estática de alta tensión que se derive del rozamiento y movimiento de materiales dieléctricos de bajo nivel, pero puede eliminarse este peligro con un diseño y puesta a tierra adecuados.
La adecuada elección de materiales de sonda reduce o elimina los problemas causados por la abrasión y la corrosión. La detección a nivel de punto de pegatinas y materiales de alta viscosidad como el aceite y la grasa puede provocar la acumulación de material en la sonda; sin embargo, puede minimizarse mediante el uso de un sensor de auto-afinación. Para líquidos propenso a hacer espuma y aplicaciones propensas a salpicaduras o turbulencias, los sensores de nivel capacitivos pueden diseñarse con unos pozos de protección de salpicaduras, entre otros dispositivos.
Una limitación importante para las sondas de capacitivas se encuentra en los silos de gran altura que se utilizan para almacenar sólidos en grano. La exigencia de una sonda conductora que se extiende hasta la parte inferior del intervalo medido es problemática. Las sondas de cables conductores largos (de 20 a 50 metros de longitud), colgadas en el silo, están sujetas a una tensión mecánica tremenda debido al peso de la masa en polvos del silo y la fricción aplicada al cable. Estas instalaciones a menudo producirán una rotura del cable.

### Sensor de nivel hidroestático para fluidos
Este tipo de sensor mide la presión hidroestática de una columna de fluido mediante un sensor de presión relativa. El sensor de presión hidroestática consiste en una membrana de medida ensamblada hidráulicamente a un sensor capacitivo. En el sensor capacitivo, la presión sobre la membrana se mide mediante un condensador Hay que tener en cuenta que el medidor de nivel hidroestático mide la masa y por tanto las medidas correctas con sensores hidroestáticos sólo son posibles en entornos de fluidos con densidad constante, ya que la presión hidroestática depende de dos factores del nivel fluido y de su densidad. Si es necesario resolver el problema de medición de nivel en entornos con densidad cambiante, es posible hacerlo instalando dos sensores de nivel. Se instala el segundo medidor nivel en un depósito de muestreo con un nivel constante y este mide la densidad, entonces los datos del indicador de nivel propiamente dicho se recalculan en el controlador central (teniendo en cuenta la densidad actual del medio obtenida) desde esta la señal ya corregida da el nivel de real del fluido.

### Sensor de nivel por microondas o radar en fluidos

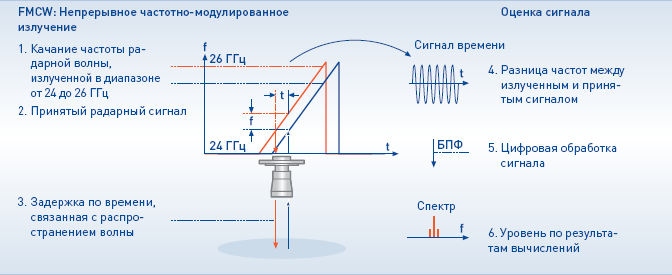
Principio de medida de nivel de fluidos por radar

El medidor de radar consiste en un sistema compuesto por emisor y un receptor combinados dentro del rango de los GHz, mediante el cual se mide el tiempo transcurrido entre el impulso de microondas transmitido y el reflejado por la superficie del fluido. La duración de validez es una medida directa del nivel de fluido existente en el depósito. La velocidad de una microonda es independiente de la presión, de la temperatura, de las variaciones de humedad, etc.., al contrario de lo que ocurre con el uso de ondas de ultrasónicas Es necesario que el producto medido tenga una constante dieléctrica que permita una diferencia de fase entre gas y líquido.

### Sensor de nivel por microondas o radar en materiales sólidos
La medida de nivel en materiales sólidos o polvos hasta un tamaño de grano de 20 mm se realiza midiendo la validez de unas microondas que circulan a través de un cable. La distancia entre el cable y la superficie exterior de los polvos se mide por el tiempo transcurrido hasta que se reflejan las microondas debido al cambio de constante dieléctrica.

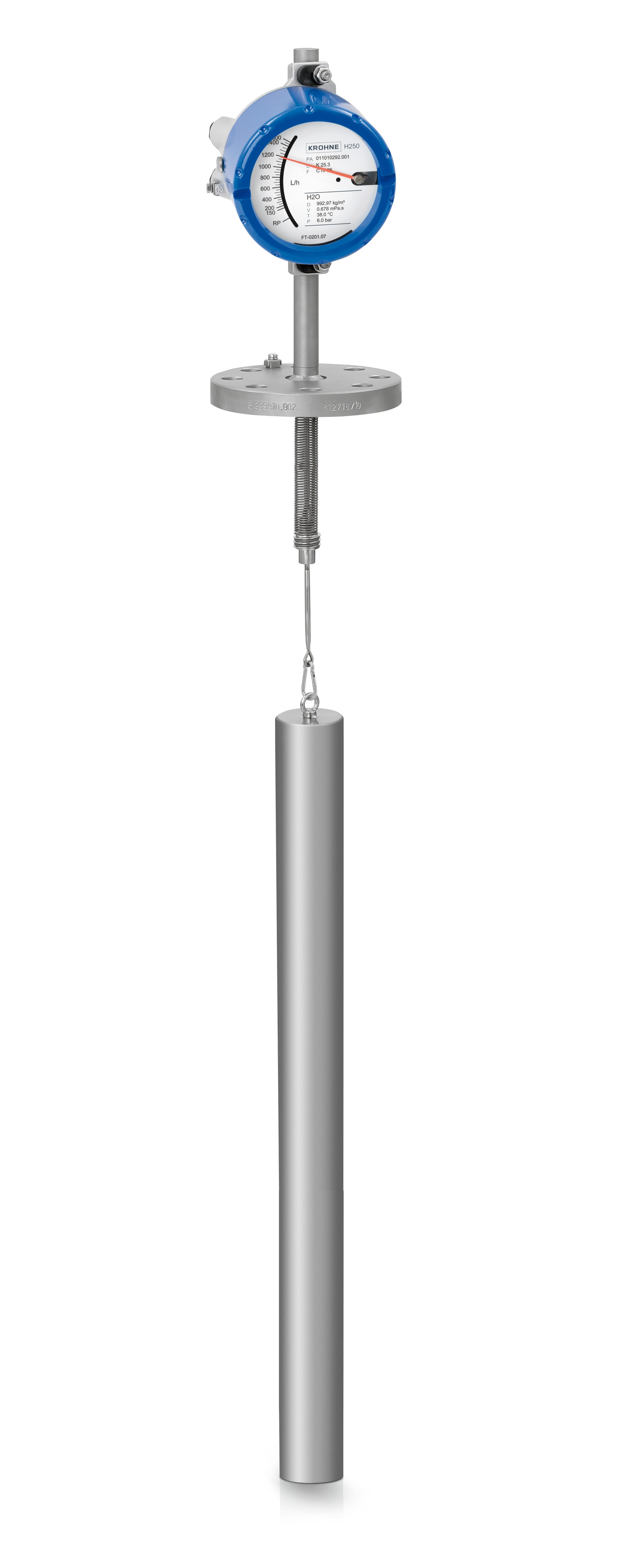
Nivel de boya

### Sensor de nivel por medida de radiación gamma
Un medidor de radiación gamma consta de un emisor y un receptor, que se montan uno frente a otro. El transmisor es un isótopo radiactivo (Cobalto 60 o Cesi0) en una cápsula hermética. El receptor (numerador Geiger-Muller) mide por otra parte una pequeña intensidad de radiación en ausencia de un producto. Cuando un producto se acumula entre el emisor y el receptor, la intensidad de radiación desciende y el medidor indica un aumento de nivel.

### Otras técnicas para medir el nivel
- Medida directa. En la medida directa, el nivel del líquido se compara con una regleta graduada o similar. Ejemplos:
  - Bastón sonda (varilla del nivel del aceite en motores de automóvil)
  - Regleta graduada (Nilómetro, depósito del líquido de frenos)
- Medida con tubo de nivel (Nivel del agua en locomotoras de vapor)
- Medida de oxígeno
- Medida del volumen en un depósito cerrado por resonancia de Helmholtz.[10]
- Detector de nivel por fibra óptica.[11]